# Jagsynton
Jagsynton eller egosynton är inom psykologin en egenskap som är accepterad av jaget, "jagriktig" (försvenskning av den tyska termen ichgerecht, "som gör rättvisa åt jaget"). Dess motsats är egodyston.